# Saint-Ouen-le-Brisoult

Saint-Ouen-le-Brisoult este o comună în departamentul Orne, Franța. În 1 ianuarie 2022 avea o populație de 125 de locuitori.